# Aleksandr Orlov

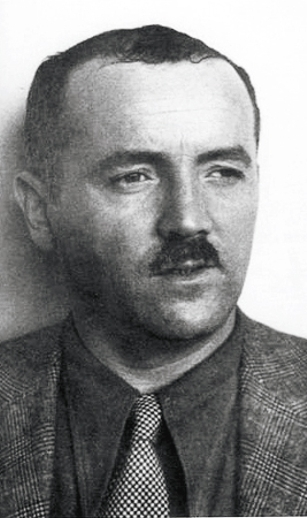
Alexander Orlov

Aleksander Michailovitsj Orlov (Russisch: Александр Михайлович Орлов), eigenlijk Leiba Lazarevitsj Felbing (Babroejsk, 21 augustus 1895 - Cleveland, 25 maart 1973) was een vooraanstaand NKVD-medewerker en Sovjet-spion, die in 1938 overliep naar de Verenigde Staten. Bekendheid kreeg hij met zijn boek The Secret History of Stalin's Crimes over de Stalin-terreur.

## Leven

#### Vroege jaren
Orlov studeerde rechten aan de Lomonosov-Universiteit te Moskou, maar moest zijn studie tijdens de Eerste Wereldoorlog afbreken om dienst te doen in het tsaristische leger. Tijdens de Russische Burgeroorlog vocht hij aan de zijde van het Rode leger en voerde als lid van de Tsjeka spionageacties uit aan het Poolse front bij Kiev. In 1921 pakte hij zijn studie weer op, om vervolgens te gaan werken op het Volkscommissariaat van Justitie. In 1924 aanvaardde hij een baan op de financiële afdeling van de Russische geheime dienst OGPOe, later de NKVD. In 1926 trad hij in dienst bij het Volkscommissariaat voor Binnenlandse Zaken, op de afdeling voor 'buitenlandse operaties'.

#### NKVD-spion
Onder het pseudoniem Léon Nikolajev (sinds 1920 was zijn officiële naam Lev Nikolsky) werkte hij tussen 1926 en 1930 als handelsagent in Parijs en Berlijn, met spionageopdrachten. Tussen 1932 en 1934 verbleef hij met vergelijkbare doelen in de Verenigde Staten, Wenen, Genève, Praag en Kopenhagen. In 1935 was hij onder de naam William Goldin in Londen actief, maar zijn activiteiten stonden los van die van Kim Philby. Eind 1935 keerde hij naar Moskou terug, waar hij enige tijd werkte in de Loebjanka-gevangenis, onder meer ter voorbereiding van het eerste Moskouse showproces.

#### Spaanse Burgeroorlog
In 1936, bij het begin van de Spaanse Burgeroorlog, werd Orlov naar Spanje gestuurd om het transport van Spaans goud naar de Sovjet-Unie te organiseren. In vier dagen tijd wist hij 510 ton goud vanuit Cartagena te verschepen naar Odessa, waarvoor hij de Leninorde kreeg. Aansluitend bestond zijn belangrijkste opdracht in Spanje in het bestrijden van de anarchisten en trotskisten, die tegen de vestiging van het Sovjet-model in Spanje waren. Hij fabriceerde bewijzen tegen diverse leiders van de Partido Obrero de Unificación Marxista (POUM), op grond waarvan diverse van hen werden geëxecuteerd en organiseerde de ontvoering en liquidatie van hun voorman Andrés Nin. Als slachtoffers van Orlov worden ook gezien Lev Trotski's voormalige secretaris Erwin Wolf en Mark Rein, zoon van een leider van de mensjewieken, die beide ook in Spanje verdwenen. Ook was hij zo goed als zeker betrokken bij de verdwijning van de Russische dubbelagent Nikolaj Skoblin. Orlov zelf heeft tijdens zijn leven zijn vermeende misdadige activiteiten in Spanje echter nooit willen toegeven.

#### Vlucht
In 1938 vreesde Orlov vanwege zijn vele buitenlandse contacten (en nadat diverse mensen uit zijn omgeving al waren gearresteerd) ook zelf het slachtoffer te worden van Stalin's terreur. Nadat hem bevolen was zich naar Antwerpen te begeven voor een onduidelijke bijeenkomst op een hem onbekend schip, stal hij 60.000 dollar uit een NKVD-kas en vluchtte met zijn vrouw en dochter naar Canada. Vermoed wordt dat hij vlak daarvoor nog betrokken was bij de voorbereiding van de moord op Trotski's secretaris Rudolf Klement, op de dag dat hij Parijs verliet.
Vanuit Canada schreef Orlov een brief aan NKVD-leider Nikolaj Jezjov, waarin hij dreigde al zijn kennis van geheime operaties te verraden als er agenten op hem af zouden worden gestuurd. Tegelijkertijd stuurde hij een brief aan Trotski waarin hij hem waarschuwde voor NKVD-spion Mark Zborovski, vermoedelijk kort daarvoor betrokken bij de moord op diens zoon Sedov en later ook bij de organisatie van de moord op Trotski zelf. Trotski deed de brief van Orlov echter af als een provocatie.

#### Amerika, publicaties
Kort na zijn vlucht naar Canada vestigde Orlov zich voor de rest van zijn leven in de Verenigde Staten. Na de dood van Stalin in 1953 publiceerde hij daar zijn The Secret History of Stalin's Crimes (Nederlands: Geheimen van het Kremlin). Hij vertelt daarin een groot aantal anekdotische verhalen en details over de tijd van de Stalinterreur. Omdat Orlov het materiaal vaak uit tweede hand had en zijn uitspraken nooit met bronnen heeft kunnen onderbouwen, werden ze echter vaak als laster afgedaan. Anderzijds kennen historici er ook vaak een nadrukkelijke authenticiteit aan toe vanwege de gedetailleerdheid van de informatie, die voor niet-ingewijden moeilijk te bedenken zou zijn geweest en altijd consistent was.
Orlov publiceerde in de anticommunistische sfeer van de jaren vijftig ook nog diverse andere artikelen over de Stalintijd. Zo beweerde hij dat NKVD-agenten in de tsaristische archieven bewijs hadden gevonden dat Stalin als informant had gewerkt voor de tsaristische geheime dienst Ochrana. Deze informatie zou een rol hebben gespeeld bij het schijnproces tegen legeraanvoerder Michail Toechatsjevski, die hiervan op de hoogte zou zijn geweest.
Orlov werkte in de jaren zestig bij de Universiteit van Michigan en verhuisde daarna naar Cleveland. Daar overleden zijn vrouw en vervolgens hijzelf, kort na elkaar in 1973.  Postuum verscheen zijn boek The March of Time, waarin hij diverse van zijn vroegere misdaden als NKVD-agent alsnog toegeeft.